# Nitabo Tsugaru Shamisen Shiso Gaibun
«Нитабо: Слава создавшего цугару-дзямисэн» (яп. 仁太坊-津軽三味線始祖外聞 Нитабо: Цугару-Дзямисен Сисо Гайбун) — японский анимационный фильм, вольная адаптация биографической книги Кадзуо Дайдзё о жизни Нитабо создателя жанра игры на сямисэне, известного как цугару-дзямисэн.

## Сюжет
Фильм рассказывает о детстве и юности Нитаро Акимото (1857—1928), широко известного как Нитабо, который был одним из самых важных исполнителей игры на сямисэне в истории японской музыки и считается создателем одного из самых важных стилей игры на этом инструменте, известного как цугару-дзямисэн. Нитабо человек с трудным детством: его мать умирает, когда он был в возрасте одного года, а затем в 8 лет он теряет зрение во время эпидемии оспы. Через год после этого умирает и его отец. Аниме рассказывает историю его творческого пути и показывает его взросление как игрока на сямисэне и создателя совершенно нового стиля игры на сямисэне — цугару-дзямисэн.

## Персонажи
Нитабо (яп. 仁太坊) —
Озвучена: Сатоси Хино, Ацуки Мурата (в детстве)
Юки (яп. ゆき) — дочь Таманы.
Озвучена: Саяка Ханамура, Юми Фурукава (в детстве)
Кикуносуке (яп. 菊之助) —
Озвучена: Томохико Имаи
Томэкити (яп. 留吉) —
Озвучена: Хироаки Хирата, Хаято Тая (в детстве)
Тамана (яп. たまな) — мать Юки.
Озвучена: Масако Кацуки
Кэнгё (яп. 検校) —
Озвучена: Ёсукэ Нака
Осё (яп. 和尚) —
Озвучена: Рокуро Ная
Таварабо (яп. 田原坊) —
Озвучена: Ясунари Тадзима
Итако (яп. イタコ) —
Озвучена: Икуко Тани
Окину (яп. おきぬ) — мать Нитаро.
Озвучена: Яэ Фудзимото
Омацу (яп. お松) —
Озвучена: Ёсиэ Ямамото
Сантаро (яп. 三太郎) — отец Нитаро.
Озвучена: Акио Оцука

## Создание

### Анимация
Некоторые части аниме были анимированы с гораздо большей частотой кадров, чем обычно в аниме, из-за тонких движений плектора сямисэна и каллиграфии в фильме. Анимация сцен, в которых главный герой играет на сямисэне, была создана таким образом, чтобы идеально синхронизироваться с музыкальными треками. Исполнение музыки Нитабо в аниме, точно соответствует исполнению музыки Хиромицу Агацума.

### Музыка
Часть саундтрека к аниме была записана в Польше и исполнена Варшавским филармоническим оркестром под управлением японского композитора Масамити Амано.

### Песня
Песня「新生」
Текст песни — Акио Нисидзава / мызыка — クリヤ・マコト / исполнитель — Яэ Фудзимото
Песня「たまなのテーマ」
Текст песни — Сатико Кисида / мызыка — Макото Курия / исполнитель — Сатико Кисида
Песня「道」
Текст песни — Масахиро Мураками / мызыка — Макото Курия / исполнитель — Яэ Фудзимото

## Выпуск
Фильм был выпущен в Японии 21 февраля 2004 года и был представлен на различных международных кинофестивалях.

## Восприятие
Аниме получило общественную премию за лучший анимационный фильм на 11-м Лионском фестивале азиатских фильмов и награду «Лучшее от детского жюри», которая была выбрана детьми возрастом от 9 до 12 лет. Джастин Севакис из Anime News Network оценил фильм как «захватывающую, обучающую и уникальную анимацию, с достойным рассказыванием истории».

### Награды и номинации
На 11-он Лион-Азиатском кинофестивале получил приз от зрительских симпатий. В 2006 году получил главный приз за лучший анимационный фильм на (SICAF), крупнейшего фестиваля анимационных фильмов в Азии.